# Panacela simplex
Panacela simplex är en fjärilsart som beskrevs av Walker 1855. Panacela simplex ingår i släktet Panacela och familjen Eupterotidae. Inga underarter finns listade i Catalogue of Life.